# Sandie Richards
Alexandra Angela „Sandie” Richards  (ur. 6 listopada 1968 w Clarendon Park) – jamajska lekkoatletka, która specjalizowała się w biegach sprinterskich.
Pięć razy startowała w igrzyskach olimpijskich (w latach 1988–2004). Dwukrotnie była siódma w finałach olimpijskich (1992 i 1996) w biegu na 400 metrów. Wicemistrzyni olimpijska w sztafecie 4 × 400 metrów w 2000 roku (po dyskwalifikacji Amerykanek nie przyznano złotego medalu) oraz brązowa medalistka – także w biegu rozstawnym – z roku 2004. Trzykrotna finalistka mistrzostw świata: w 1993 była trzecia, w 1995 ósma, a w 1997 druga. Wielokrotna medalistka halowych mistrzostw świata. Brązowa medalistka uniwersjady z 1987 roku. W latach 1987–1991 wywalczyła dwa brązowe medale igrzysk panamerykańskich. W roku 1998 odniosła zwycięstwo w igrzyskach Wspólnoty Narodów, a  także wygrała bieg na 400 metrów podczas igrzysk Ameryki Środkowej i Karaibów.

## Rekordy życiowe
| Konkurencja   | Wynik | Data             | Miejsce   |
| ------------- | ----- | ---------------- | --------- |
| bieg na 300 m | 36,51 | 28 sierpnia 2000 | Gateshead |
| bieg na 400 m | 49,79 | 4 sierpnia 1997  | Ateny     |